# Sycamore (Kentucky)
Sycamore es una ciudad ubicada en el condado de Jefferson en el estado estadounidense de Kentucky. En el Censo de 2010 tenía una población de 160 habitantes y una densidad poblacional de 3.633,9 personas por km².

## Geografía
Sycamore se encuentra ubicada en las coordenadas 38°14′49″N 85°33′40″O / 38.24694, -85.56111. Según la Oficina del Censo de los Estados Unidos, Sycamore tiene una superficie total de 0.04 km², de la cual 0.04 km² corresponden a tierra firme y (0%) 0 km² es agua.

## Demografía
Según el censo de 2010, había 160 personas residiendo en Sycamore. La densidad de población era de 3.633,9 hab./km². De los 160 habitantes, Sycamore estaba compuesto por el 83.75% blancos, el 15% eran afroamericanos, el 0% eran amerindios, el 0% eran asiáticos, el 0% eran isleños del Pacífico, el 0% eran de otras razas y el 1.25% pertenecían a dos o más razas. Del total de la población el 0.63% eran hispanos o latinos de cualquier raza.